# Circuiti di Formula E
Segue la lista dei paesi, dei circuiti e degli eventi di Formula E, con la segnalazione in grassetto per gli E-Prix della stagione 2024-2025.
| Paese          | Evento                      | Circuito                                     | Edizioni                                                            | Gare | Totali |
| -------------- | --------------------------- | -------------------------------------------- | ------------------------------------------------------------------- | ---- | ------ |
| Arabia Saudita | E-Prix di Dirʿiyya          | Circuito cittadino di Dirʿiyya               | 2018 · 2019 · 2021 · 2022 · 2023 · 2024                             | 11   | 13     |
| Arabia Saudita | E-Prix di Gedda             | Jeddah Corniche Circuit                      | 2025                                                                | 2    | 13     |
| Argentina      | E-Prix di Buenos Aires      | Circuito cittadino di Puerto Madero          | 2015 · 2016 · 2017                                                  | 3    | 3      |
| Brasile        | E-Prix di San Paolo         | Circuito cittadino di San Paolo              | 2023 · 2024 · 2024 (stagione 11)                                    | 3    | 3      |
| Canada         | E-Prix di Montréal          | Circuito cittadino di Montréal               | 2017                                                                | 2    | 2      |
| Cile           | E-Prix di Santiago          | Circuito cittadino di Santiago del Cile      | 2018                                                                | 1    | 3      |
| Cile           | E-Prix di Santiago          | Circuito di Parque O'Higgins                 | 2019 · 2020                                                         | 2    | 3      |
| Cina           | E-Prix di Pechino           | Circuito cittadino di Pechino                | 2014 · 2015                                                         | 2    | 7      |
| Cina           | E-Prix di Sanya             | Circuito cittadino di Sanya                  | 2019                                                                | 1    | 7      |
| Cina           | E-Prix di Shanghai          | Circuito di Shanghai                         | 2024 · 2025                                                         | 4    | 7      |
| Corea del Sud  | E-Prix di Seoul             | Circuito cittadino di Seoul                  | 2022                                                                | 2    | 2      |
| Francia        | E-Prix di Parigi            | Circuito cittadino di Parigi                 | 2016 · 2017 · 2018 · 2019                                           | 4    | 4      |
| Germania       | E-Prix di Berlino           | Circuito cittadino di Berlino                | 2016                                                                | 1    | 22     |
| Germania       | E-Prix di Berlino           | Circuito dell'aeroporto di Berlino-Tempelhof | 2015 · 2017 · 2018 · 2019 · 2020 · 2021 · 2022 · 2023 · 2024 · 2025 | 21   | 22     |
| Giappone       | E-Prix di Tokyo             | Circuito cittadino di Tokyo                  | 2024 · 2025                                                         | 1    | 1      |
| Hong Kong      | E-Prix di Hong Kong         | Circuito Central Harbourfront di Hong Kong   | 2016 · 2017 · 2019                                                  | 4    | 4      |
| Italia         | E-Prix di Roma              | Circuito cittadino dell'EUR                  | 2018 · 2019 · 2021 · 2022 · 2023                                    | 8    | 10     |
| Italia         | E-Prix di Misano            | Misano World Circuit Marco Simoncelli        | 2024                                                                | 2    | 10     |
| India          | E-Prix di Hyderabad         | Circuito cittadino di Hyderabad              | 2023                                                                | 1    | 1      |
| Indonesia      | E-Prix di Giacarta          | Circuito Internazionale ePrix di Giacarta    | 2022 · 2023 · 2025                                                  | 4    | 4      |
| Malaysia       | E-Prix di Putrajaya         | Circuito cittadino di Putrajaya              | 2014 · 2015                                                         | 2    | 2      |
| Messico        | E-Prix di Città del Messico | Autodromo Hermanos Rodríguez                 | 2016 · 2017 · 2018 · 2019 · 2020 · 2022 · 2023 · 2024 · 2025        | 9    | 11     |
| Messico        | E-Prix di Puebla            | Circuito di Puebla                           | 2021                                                                | 2    | 11     |
| Monaco         | E-Prix di Monaco            | Circuito di Monte Carlo                      | 2015 · 2017 · 2019 · 2021 · 2022 · 2023 · 2024 · 2025               | 9    | 9      |
| Marocco        | E-Prix di Marrakech         | Circuito di Marrakech                        | 2016 · 2018 · 2019 · 2020 · 2022                                    | 5    | 5      |
| Russia         | E-Prix di Mosca             | Circuito cittadino di Mosca                  | 2015                                                                | 1    | 1      |
| Sudafrica      | E-Prix di Città del Capo    | Circuito cittadino di Città del Capo         | 2023                                                                | 1    | 1      |
| Svizzera       | E-Prix di Zurigo            | Circuito cittadino di Zurigo                 | 2018                                                                | 1    | 2      |
| Svizzera       | E-Prix di Berna             | Circuito cittadino di Berna                  | 2019                                                                | 1    | 2      |
| Regno Unito    | E-Prix di Londra            | Circuito cittadino di Battersea Park         | 2015 · 2016                                                         | 4    | 14     |
| Regno Unito    | E-Prix di Londra            | Circuito del centro espositivo ExCeL         | 2021 · 2022 · 2023 · 2024 · 2025                                    | 10   | 14     |
| Stati Uniti    | E-Prix di Long Beach        | Circuito di Long Beach                       | 2015 · 2016                                                         | 2    | 17     |
| Stati Uniti    | E-Prix di New York          | Circuito cittadino di Brooklyn               | 2017 · 2018 · 2019 · 2021 · 2022                                    | 10   | 17     |
| Stati Uniti    | E-Prix di Miami             | Circuito cittadino di Biscayne Bay           | 2015                                                                | 1    | 17     |
| Stati Uniti    | E-Prix di Miami             | Homestead-Miami Speedway                     | 2025                                                                | 1    | 17     |
| Stati Uniti    | E-Prix di Portland          | Portland International Raceway               | 2023 · 2024                                                         | 3    | 17     |
| Uruguay        | E-Prix di Punta del Este    | Circuito cittadino di Punta del Este         | 2014 · 2015 · 2018                                                  | 3    | 3      |
| Spagna         | E-Prix di Valencia          | Circuito di Valencia                         | 2021                                                                | 2    | 2      |